# Tragopa longa
Tragopa longa är en insektsart som beskrevs av William D. Funkhouser. Tragopa longa ingår i släktet Tragopa och familjen hornstritar. Inga underarter finns listade i Catalogue of Life.